# Humerobates nudus
Humerobates (Humerobates) nudus – gatunek roztocza z kohorty mechowców i rodziny Humerobatidae.
Gatunek ten został opisany w 1967 roku przez Marie Hammer jako Baloghobates nudus. Luis Subías umieszcza ten gatunek w podrodzaju Humerobates (Humerobates).
Mechowiec ten osiąga poniżej 900 μm długości. Jego translamelle są wąskie lub niekompletne, a senislusy mają krótkie szypułki. Szczeciny notogastralne występują w liczbie 9–10 par, genitalne 6 par, aggenitalne 1 pary, analne 2 par, a adanalne 3 par. Odnóża są trójpalczaste.
Przedstawiciele gatunku znajdowani są w lasach, wśród zielonego listowia.
Gatunek endemiczny dla Nowej Zelandii.